# 川越車両センター
川越車両センター（かわごえしゃりょうセンター）は、埼玉県川越市並木（代表所在地。大部分は同市久下戸、一部が同市古谷本郷に跨る）にある、東日本旅客鉄道（JR東日本）首都圏本部の車両基地。

## 概要
当センターは、埼京線・川越線・八高線（高麗川 - 八王子間のみ）で営業運行に供する車両を受け持つ車両基地である。
川越線の指扇 - 南古谷間に立地し、両駅から出入区が可能である。なお、早朝から朝ラッシュ時にかけて指扇始発の埼京線の列車が、南古谷始発の川越線と埼京線の列車が設定されている。入区の場合は大宮駅または川越駅からの回送列車として運転されている。
当センターは、将来の編成数増強に備え、当初より留置線を拡張可能な用地を確保している。また、本線と出入区線との分岐点（荒川橋梁の西側築堤を下りた踏切付近）から南古谷駅までの間（約1.8km）は複線化用の土地が確保されており、一部は留置線として利用されている。
業務の一部はJR東日本運輸サービスに委託している。

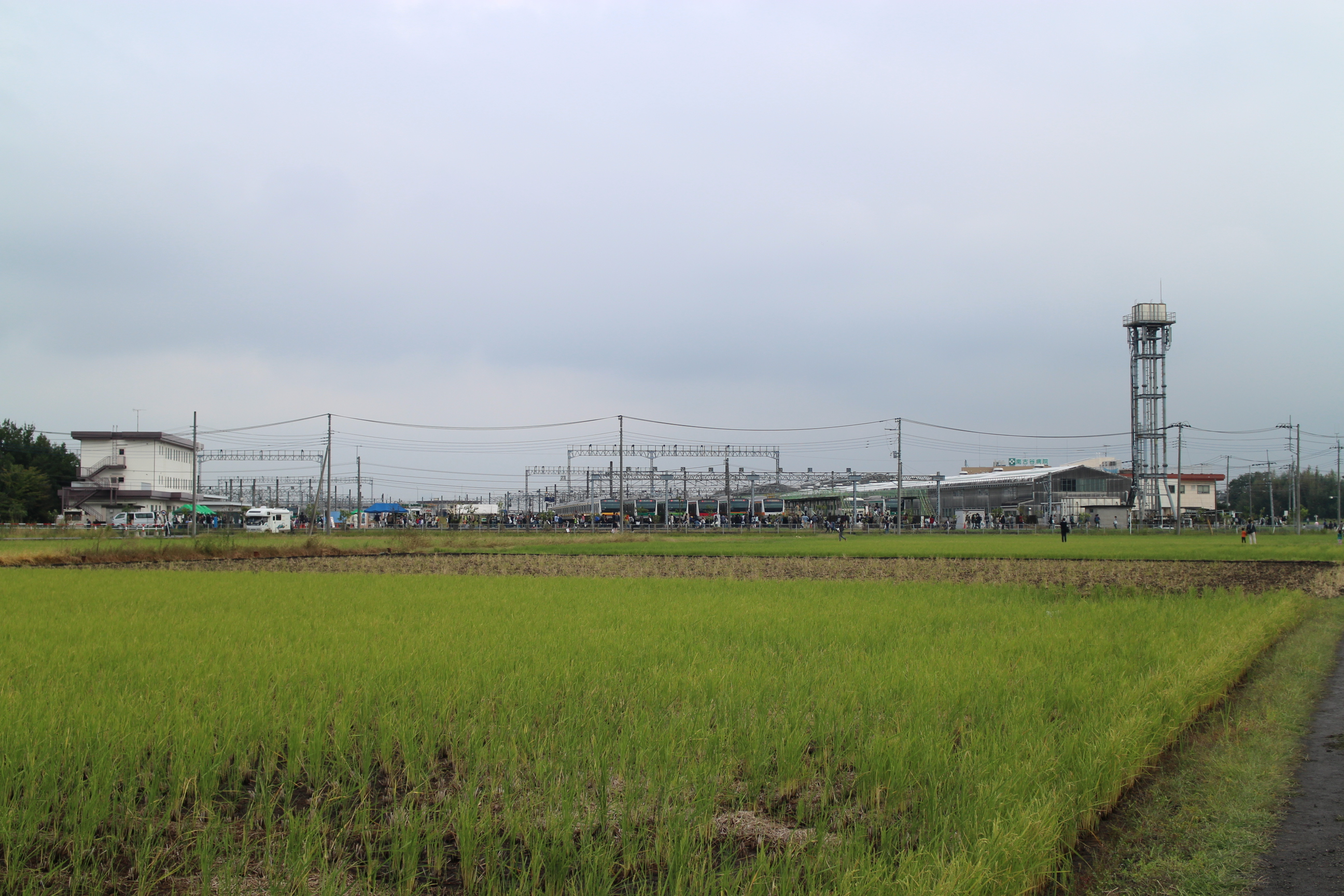
施設遠景（2015年10月）
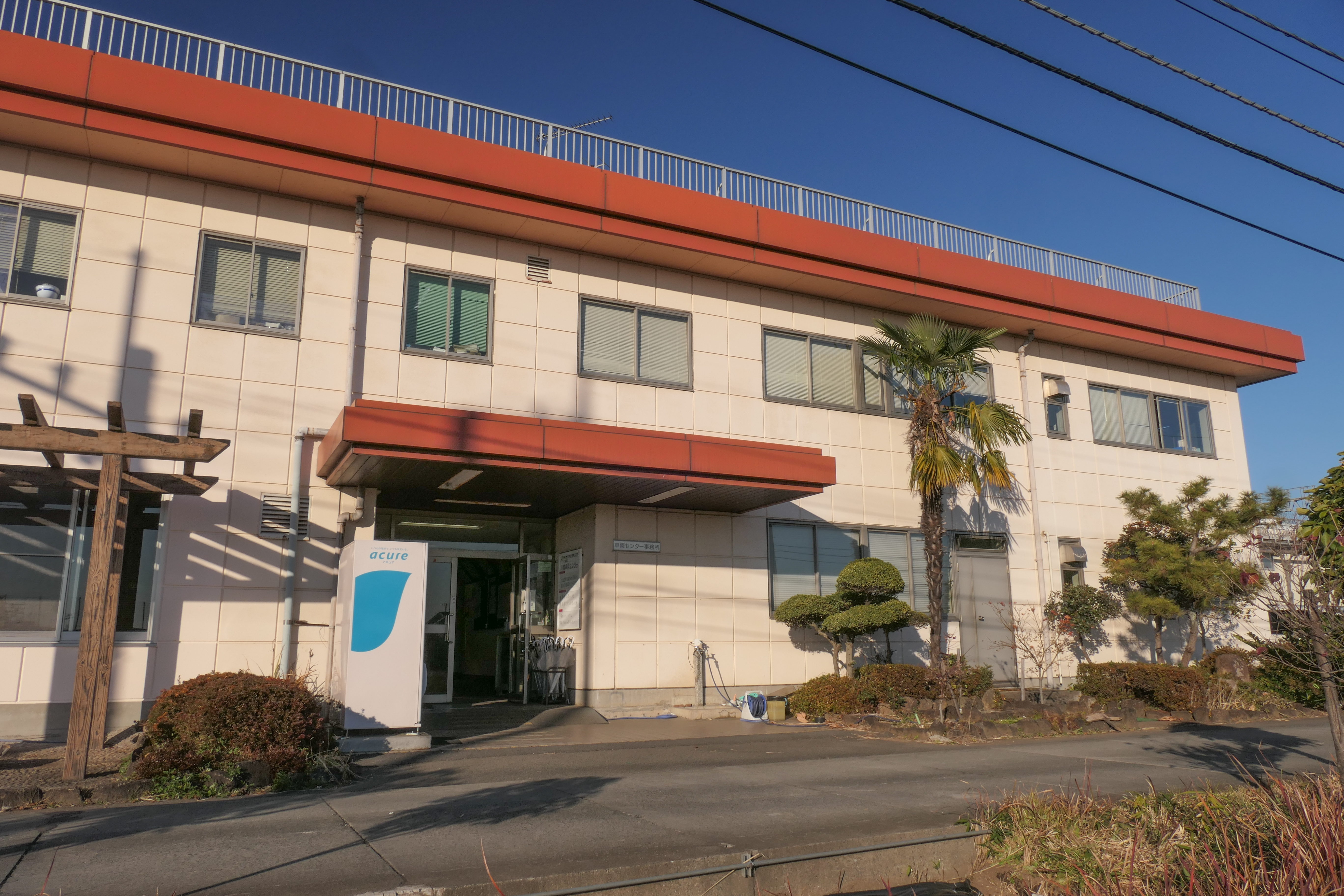
事務所外観（2021年12月）

## 設備と業務
指扇方には引き上げ線を2線備えている。
- 1番 - 9番線は留置線で、指扇・南古谷、両駅から出入区できる。
  - 2・3番線間と4・5番線間には高所作業台が設置されており、仕業検査が実施される。
  - 7・8番線は4両編成が2本留置できるよう、停止位置が整備されている。
- 10番 - 12番線以降は行き止まり構造の留置線（指扇方から入り、南古谷方が終端）
  - （13番 - 22番線は将来の拡張用）
- 23番 - 29番線は留置線。主に予備車や夜間に入区した車両が留置される。
- 30番 - 32番線は洗浄線で、洗浄作業台を備える。洗浄線への手前には車両洗浄機を備える。
- （33番線は将来の拡張用）
  - 34番は転削線で、車輪転削庫に繋がっている。
- 35番・36番線は交検線で、交検庫に繋がっている。車両の機能保全が実施される[7]。
- 37番線は修繕線で、車両の修理などを行う場所。
- 38番線　37・38番線は通常の車両留置には使用されず、Mue-trainや2019年まで使用していたクモヤ143形の留置に使われていた[7]。
  - 本車両センター内の入換信号機は、触車災害防止のため地上設置ではなく、架線柱から吊り下げる構造となっている[7]。
  - 車輪転削は本車両センター所属車両以外に、大宮総合車両センター東大宮センターの所属車両も実施している[7]。

## 配置車両に記される略号

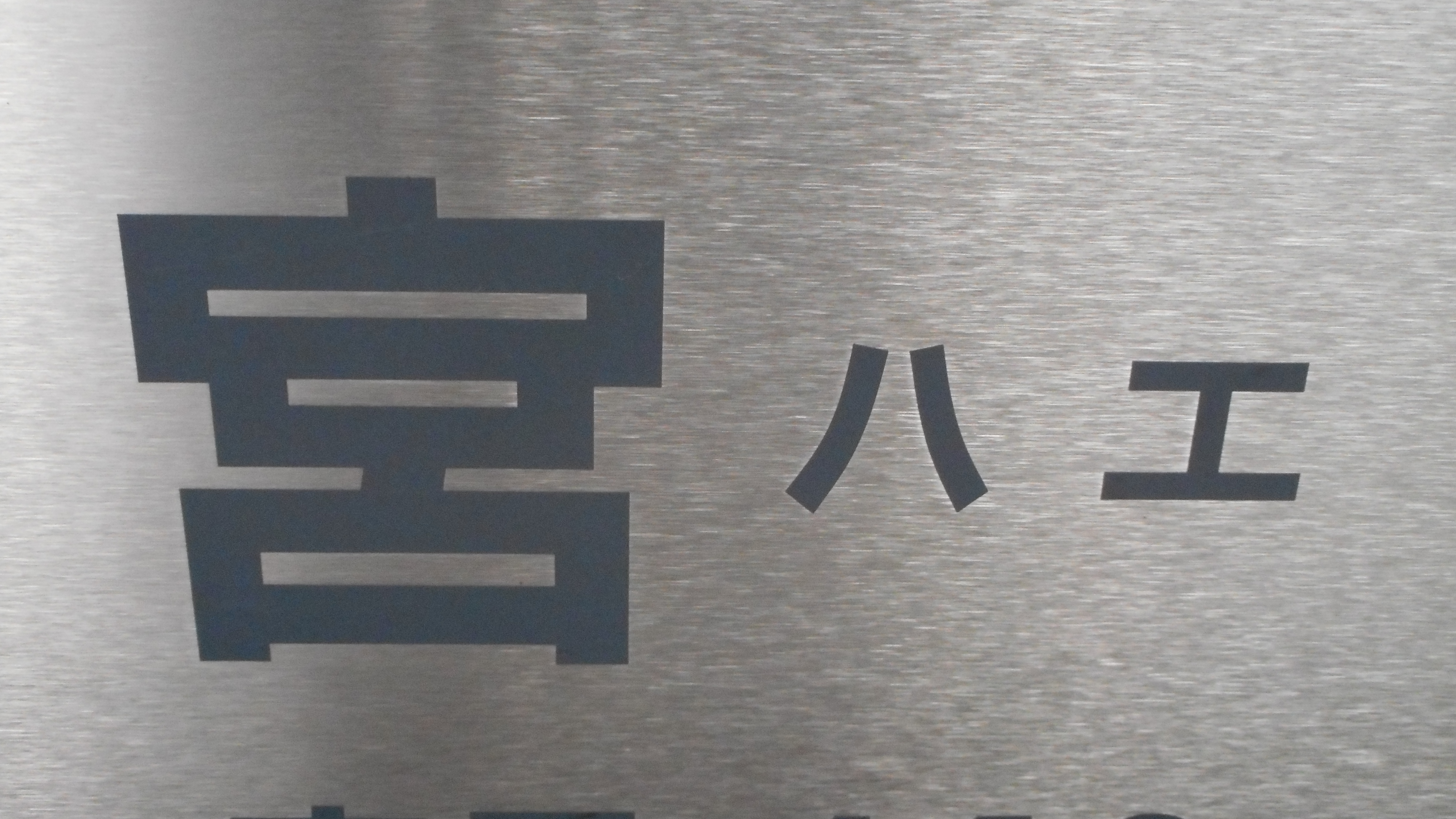
川越車両センター 所属略号
（2018年1月）

「都ハエ」…首都圏本部を意味する「都」と、川越を意味する電報略号の「ハエ」（旧仮名遣い表記「かはごえ」に由来）から構成される。
開設当初は「北ハエ」（「北」は国鉄東京北鉄道管理局の意）で、1987年（昭和62年）3月31日まで使われた。
JR東日本発足後は「東ハエ」（「東」は東京圏運行本部〈→東京地域本社→現・東京支社〉の意）、2001年（平成13年）4月1日に大宮支社が発足するまで使われた。
その後、2004年（平成16年）4月1日の大宮支社発足後は「宮ハエ」（「宮」は大宮支社の意）が用いられ、2022年（令和4年）9月30日まで使用されたが、所属車両の表記は「宮ハエ」のまま変わっていない。

## 歴史

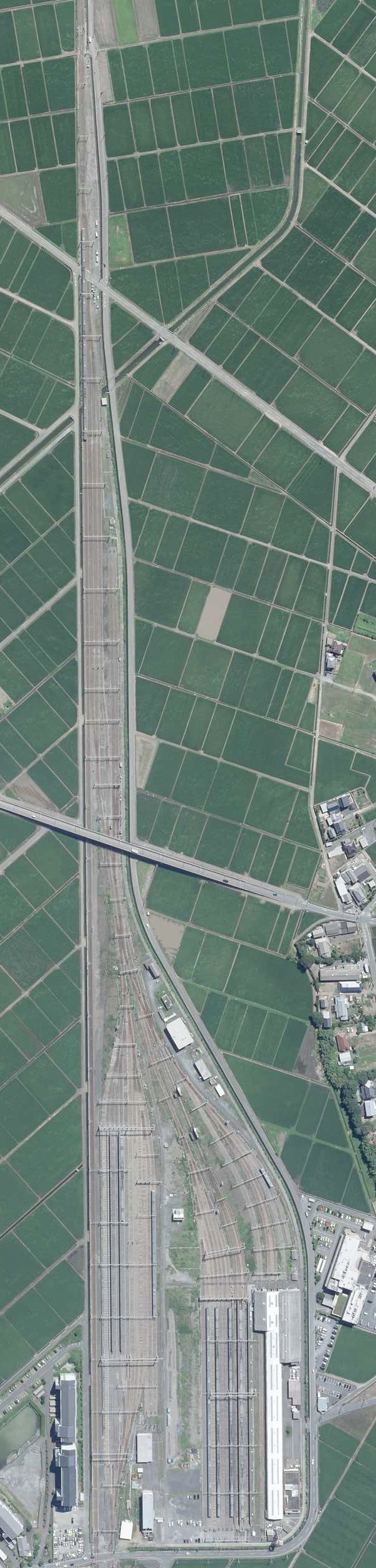
川越車両センターの空中写真（2019年7月撮影）

当車両センターは、国鉄時代末期に開業した埼京線の開業前の1982年（昭和57年）7月1日に川越準備電車区として開設した車両基地で、同年11月に設置工事に着手し、1985年（昭和60年）9月1日に川越電車区が正式に発足（電略「北ハエ」）、同年9月30日に全面使用を開始した。使用開始時の配置車両は、品川電車区（→山手電車区→現・東京総合車両センター）に205系を180両投入し、103系180両（10両編成×18本）と池袋電車区（現・池袋運輸区）に配置されていた赤羽線用103系50両（10両編成×5本）を、さらに、陸前原ノ町電車区（現・仙台車両センター宮城野派出所）に配置されていた72系のアコモ改造車を103系の機器類に交換した上で、103系3000番台として転用した車両を15両（3両編成×5本）、松戸電車区（現・松戸車両センター）から牽引車クモヤ143形1両を、それぞれ川越電車区に転属させた。ただし、実際は103系0番台は10両編成×21本が配置された。これは、1986年（昭和61年）3月3日の埼京線池袋 - 新宿間開業分の20両を除いた転属で、他3000番台3両編成×5本、牽引車クモヤ143形1両の計226両が配置された。前述の1986年の開業時に、山手電車区から残り分の103系0番台10両編成×2本が転入した。また、浦和電車区（現・さいたま車両センター）から10両編成×1本、と予備車（クハ103）2両、計12両が転入した。
1987年（昭和62年）4月1日に国鉄分割民営化によりJR東日本が発足、略号は「東ハエ」となった。1989年（平成元年）に川越線大宮 - 川越間全列車10両化され、103系0番台10両編成と3000番台3両編成が同じ線路で運用することは無くなった。同年7月1日から埼京線に205系0番台10両編成の営業運転が開始された。1990年（平成2年）12月10日に埼京線用103系0番台10両編成の運用が終了し、205系0番台10両編成は、103系を置き換えた分と運転本数の増加分で250両となった。
1996年（平成8年）3月16日に埼京線新宿- 恵比寿間開業および八高線高麗川 - 八王子間電化に伴い、埼京線用205系0番台10両編成×4本が転入、103系3000番台は4両化され、3500番台4両編成×1本と、新製の209系3000番台4両編成×4本投入された。同年12月4日のダイヤ改正に伴い、205系0番台10両編成×1本が三鷹電車区（現・三鷹車両センター）から転入し、区所の配置車両は、103系24両、205系300両、209系16両、牽引車クモヤ143形1両の計341両となった。
2001年（平成13年）4月1日に大宮支社発足により同支社に移管され、略号を「宮ハエ」に改称し、武蔵浦和派出を松戸電車区から移管した。同年8月6日から山手線E231系500番台投入に伴い、6扉車サハ204形1両を試験的に205系0番台10両編成第8編成の2号車へ連結した。2002年（平成14年）6月10日から205系0番台10両編成の川越寄り2・3号車に6扉車サハ204形の連結が開始され、2008年（平成20年）2月8日までに、26本への組み込みが完了した。2003年（平成15年）11月10日には205系3000番台の運用が開始された。2004年（平成16年）6月1日に川越車両センターと改称。2005年（平成17年）3月に103系3500番台の運用終了、同年7月31日に埼京線・川越線で東京圏輸送管理システム 「ATOS」（アトス）の使用開始、同年10月2日には103系3000番台の運用が終了した。
2013年（平成25年）6月30日からE233系7000番台の運用が開始され、同年12月25日までにE233系7000番台10両編成×31本の投入が完了した。2014年（平成26年）2月に205系0番台10両編成は全車の運用が終了する予定だったが、2017年秋に予定される埼京線でのATACS導入に備え、車両の改造工事期間中の予備車を確保するため、その内の第28編成が予備車として残存した。2016年（平成28年）10月27日にE233系7000番台全編成ATACS設置完了に伴い、205系0番台第28編成の運用が終了、これをもって、205系0番台は1989年（平成元年）の営業運転を開始してから約27年の歴史に幕を閉じた。
2017年（平成29年）11月24日に、川越線・八高線の運用車両を置き換えるため、三鷹車両センター所属中央・総武緩行線用のE231系0番台を改造したE231系3000番台が新たに配属され、さらに、同センター所属同線用の209系500番台から改造された209系3500番台が、2018年（平成30年）1月15日に配属された。これに伴い、同年2月9日に205系3000番台の第82編成が廃車された。

### 年表
1982年（昭和57年）
- 7月1日 - 川越準備電車区として開設。
- 11月 - 着工開始。

1985年（昭和60年）
- 9月1日 - 設置工事完了。埼京線開業・川越線電化に対応する車両基地として川越電車区開設。当時の略号は「北ハエ」。
- 9月30日 - 埼京線開業・川越線電化と同時に全面使用開始。103系0番台10両編成×21本、3000番台3両編成×5本、牽引車クモヤ143形1両を配置。川越線大宮 - 川越間10両（一部3両）で運行。

1986年（昭和61年）
- 3月3日 - 埼京線池袋 - 新宿間開業。山手電車区から103系0番台10両編成×2本転入。
- 11月14日 - 浦和電車区から103系0番台10両編成×1本転入。

1987年（昭和62年）
- 1月16日 - 浦和電車区から予備車（クハ103）2両転入。
- 4月1日 - 国鉄分割民営化によりJR東日本に移管。東京圏運行本部（→東京地域本社→現・東京支社）の管轄で、略号は「東ハエ」。

1989年（平成元年）
- 3月11日 - 川越線大宮 - 川越間全列車10両化。3両編成は、川越 - 高麗川間のみの運行となる。
- 7月1日 - 埼京線用205系0番台10両編成の営業運転開始。

1990年（平成2年）
- 12月10日 - 埼京線用103系0番台10両編成の運用終了。

1996年（平成8年）
- 3月16日 - 埼京線新宿　 - 恵比寿間開業および八高線高麗川 - 八王子間電化に伴い、埼京線用205系0番台10両編成×4本転入、103系3000番台4両化、3500番台4両編成×1本と、209系3000番台4両編成×4本新製投入。
- 12月4日 - ダイヤ改正に伴い、205系0番台10両編成×1本転入。

2001年（平成13年）
- 4月1日 - 大宮支社発足により同支社に移管。略号を「宮ハエ」に改称。武蔵浦和派出を松戸電車区（現・松戸車両センター）から移管。
- 8月6日 - 山手線E231系500番台投入に伴い、6扉車サハ204形1両を試験的に205系0番台10両編成第8編成の2号車へ連結。

2002年（平成14年）
- 6月10日 - 205系0番台10両編成の川越寄り2・3号車に6扉車サハ204形の組み込み開始。
- 11月7日 - 同年12月1日の埼京線恵比寿 - 大崎間開業およびりんかい線との相互直通運転開始に伴う車両増強のため、山手電車区より205系0番台10両編成×1本転入。

2003年（平成15年）
- 11月10日 - 205系3000番台4両編成運用開始。

2004年（平成16年）
- 6月1日 - 川越車両センターと改称[19]。
- 12月16日 - 東京臨海高速鉄道より70-000形6両を購入し、209系3100番台に改番。

2005年（平成17年）
- 3月 - 103系3500番台の運用終了。
- 7月31日 - 埼京線・川越線で東京圏運送管理システム「ATOS」（アトス）の使用開始。
- 10月2日 - 103系3000番台の運用終了。

2006年（平成18年）
- 8月19日 - 東京総合車両センターから205系0番台10両編成×1本転入。

2008年（平成20年）
- 2月8日 - 6扉車サハ204形52両、10両編成26本への組み込み完了。

2013年（平成25年）
- 6月30日 - E233系7000番台の運用開始。
- 12月25日 - E233系7000番台の投入完了。10両編成×31本が配置。

2014年（平成26年）
- 2月 - 205系0番台10両編成は、2017年秋に予定される埼京線でのATACS導入に備え、車両の改造工事期間中の予備車になる第28編成を除き運用終了。

2016年（平成28年）
- 10月27日 - E233系7000番台全編成ATACS設置完了に伴い、205系0番台第28編成運用終了。

2017年（平成29年）
- 11月24日 - 川越線・八高線の運用車両を置き換えるため、三鷹車両センター所属中央・総武緩行線用のE231系0番台を改造したE231系3000番台が配属。

2018年（平成30年）
- 1月15日 - 三鷹車両センター所属中央・総武緩行線用の209系500番台から改造された209系3500番台が配属。
- 2月9日 - 205系3000番台の第82編成が廃車。
- 7月25日 - 205系3000番台の配置が無くなる。

2020年（令和2年）
- 4月3日 - 209系3000番台の配置が無くなる。

2022年（令和4年）
- 6月1日 - 209系3100番台の配置が無くなる。

## 配置車両
2023年4月1日現在の配置車両は以下の通り。
| 電車  | 気動車 | 機関車 | 客車 | 貨車 | 合計  |
| ----- | ------ | ------ | ---- | ---- | ----- |
| 430両 | 0両    | 0両    | 0両  | 0両  | 430両 |

E233系7000番台（380両）
- 7000番台10両編成（第101 - 138編成）38本が配置されている
- 川越線の川越 - 大宮間と埼京線・相鉄線直通列車、および相互直通先のりんかい線・相鉄線（相鉄新横浜線・本線）で使用されており、直通列車の他にりんかい線のみの列車の運用もある。以前は早朝・深夜のみの相鉄線内完結の運用もあったが、2023年3月のダイヤ改正で消滅した。
  - 205系0番台の置き換え用として、2013年6月30日から運用を開始し[24]、2014年1月にかけて順次導入された。2019年にも7本が追加投入されている。
  - 拡幅車体で定員は205系より約1割増加するため、6扉車は設定されていない。

209系3500番台（26両）
- 3500番台4両編成（第51 - 第55編成）5本が配置されている。
- このほか2008年10月より、0番台を改造した技術試験車「MUE-Train」6両編成1本が配置されている。
- 川越線川越 - 高麗川間と八高線高麗川 - 八王子間でE231系3000番台と共通運用されている。
  - 3500番台は、第51編成が2018年1月15日に、第52編成が3月19日にそれぞれ郡山総合車両センターにて転用改造後、当センターに配属され[25]、同年5月7日から運用を開始した[26]。
  - 3500番台には、2021年1月から10月にかけてワンマン化改造がなされ、2022年3月12日からワンマン運転を開始した。

E231系3000番台（24両）
- 3000番台4両編成（第41 - 46編成）6本が配置されている。
- 川越線川越 - 高麗川間と八高線高麗川 - 八王子間で209系3500番台と共通運用されている。
  - 川越・八高線で運用されていた車両を置き換えるために、三鷹車両センター所属中央・総武緩行線用のE231系0番台を改造、同線へ転用した[27]。
  - 2017年11月24日に第41編成が、12月9に第42編成がそれぞれ秋田総合車両センターにて転用改造後、当センターに配属され、2018年2月19日から運用を開始した[25]。
  - 客室内外に客用ドアボタンが設置され、半自動ドア扱いを可能にしている。また、転用改造の際に主要機器更新と耐雪ブレーキの取り付けを施工した[28]。
  - 2019年9月の転入により、導入予定の4両編成×6本が[29]配置完了した。
  - 2020年9月から2021年9月にかけてワンマン化改造が行われ、2022年3月12日からワンマン運転を開始した。

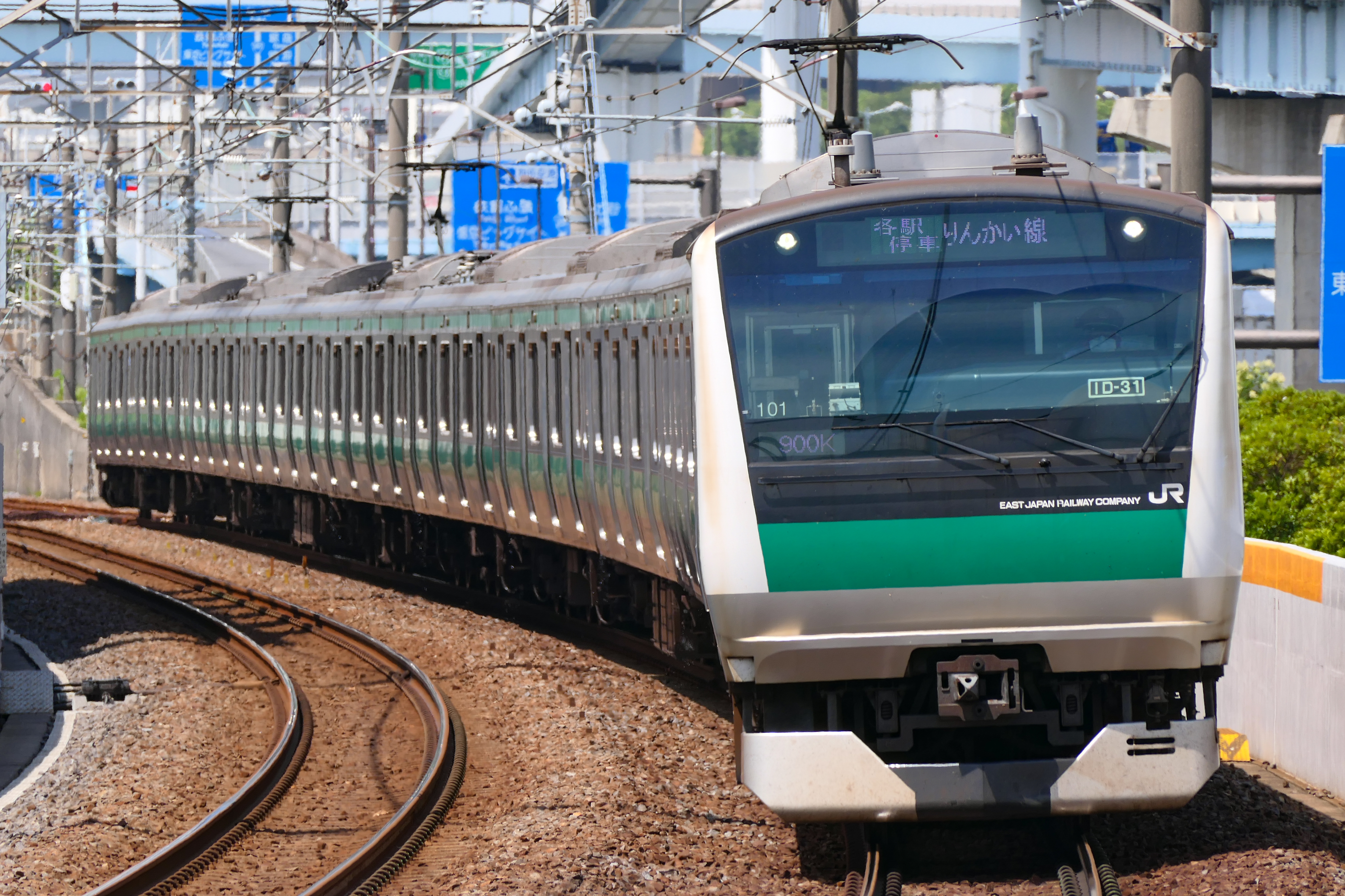
E233系7000番台
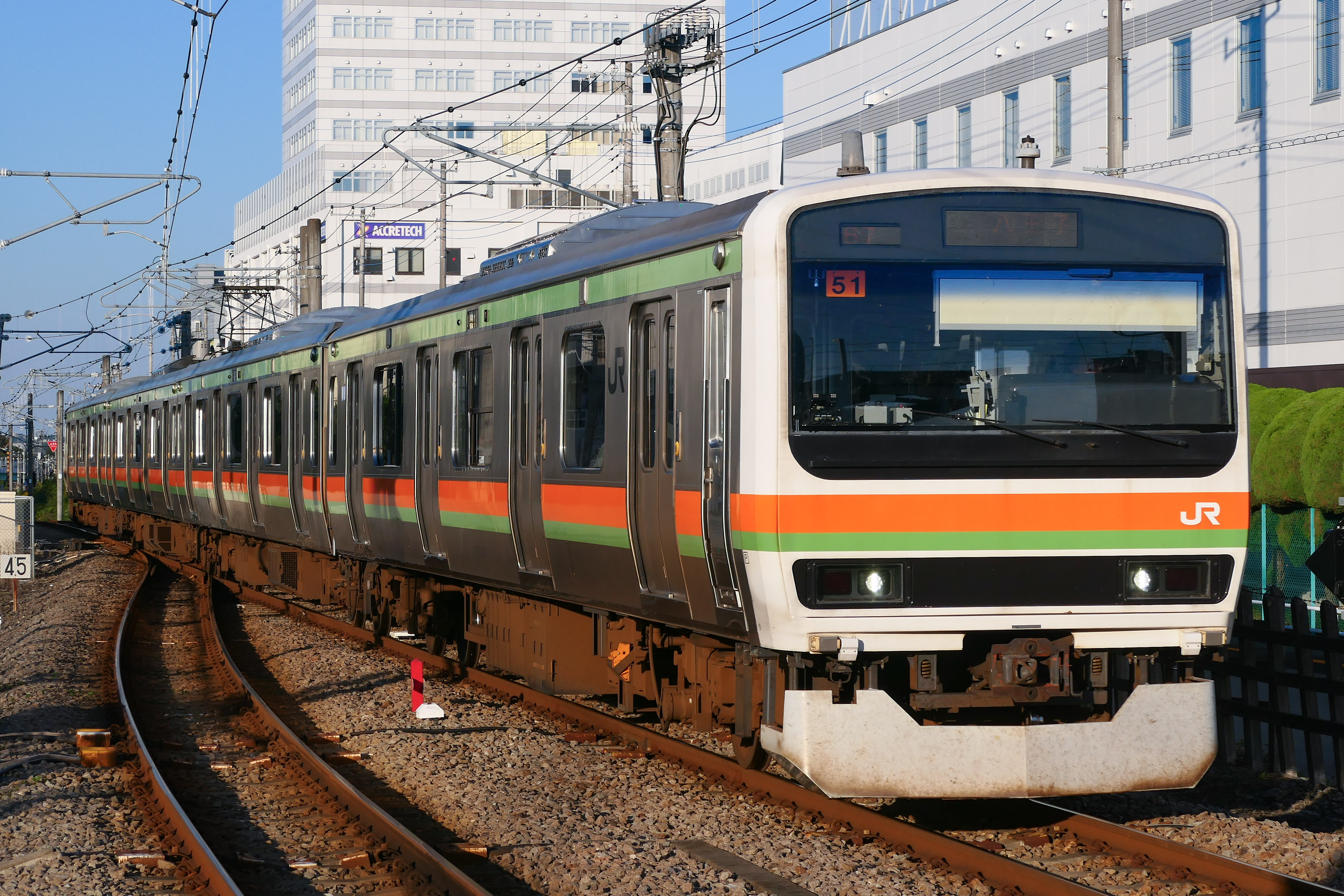
209系3500番台
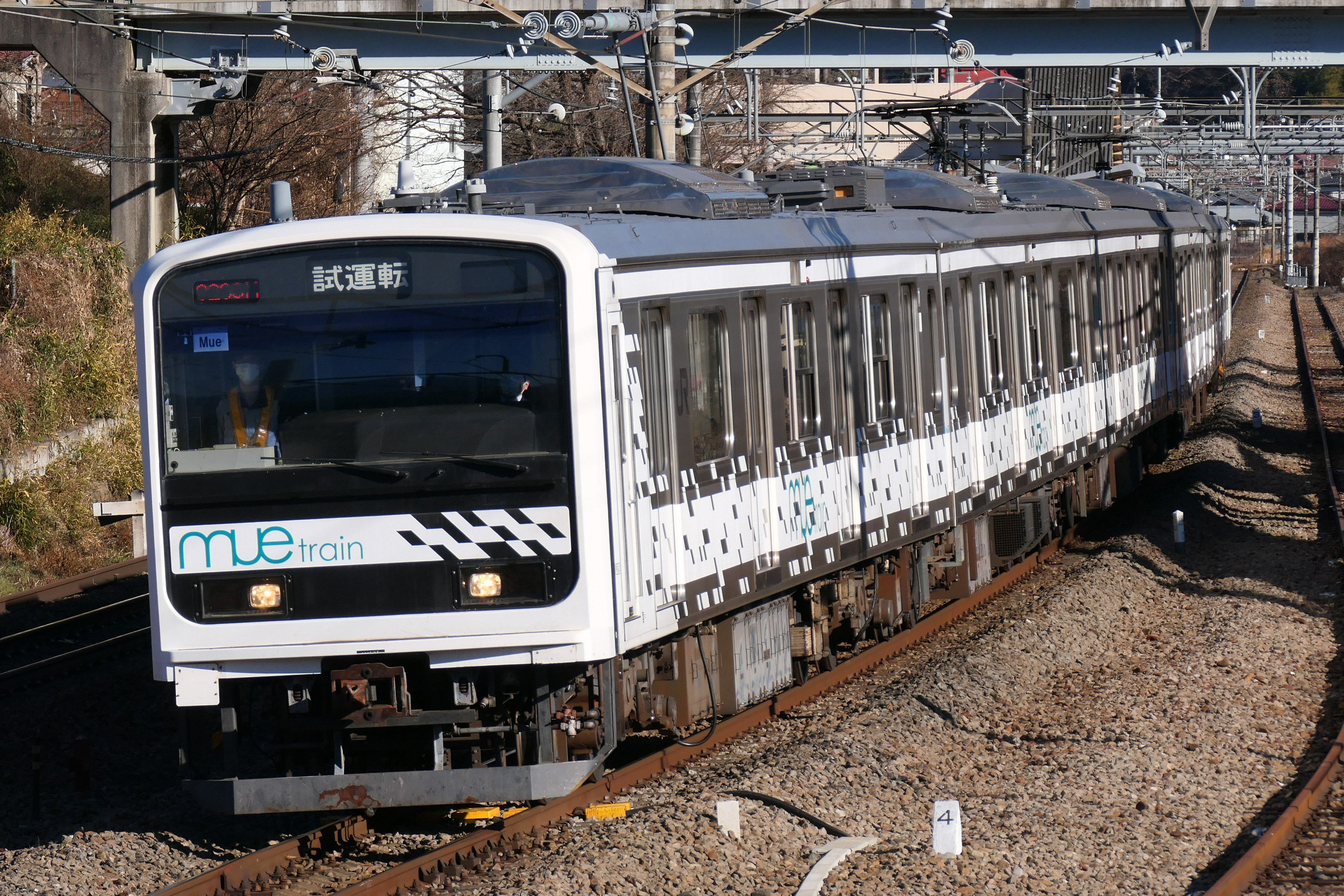
209系0番台 MUE-Train
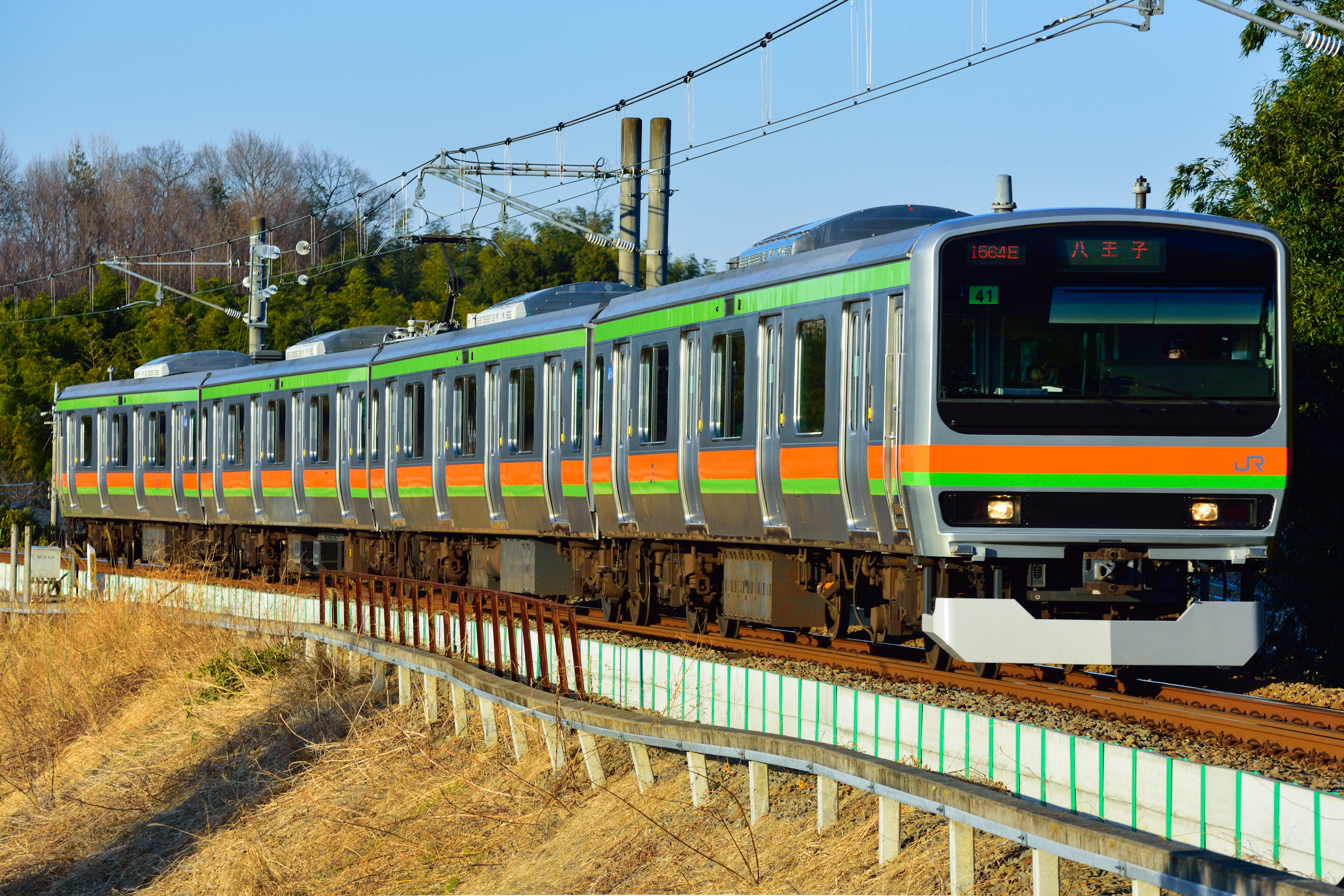
E231系3000番台

### 過去の配置車両
103系（0・3000・3500番台）
- 埼京線の運用車両について、当初は新車の投入を検討していたが、山手線に投入した205系が好評であり、国鉄の財政事情もあって新車投入は見送り、山手線の全車両を205系化して103系を捻出し[注 5]、その分を充当して運用することになった[10]。ATC100km/h対応改造を施し[注 6]、ATSをS形に交換した上で、品川区から160両（1986年3月に20両増加）、池袋区から50両（元赤羽線用）、川越線ローカル用として、陸前原ノ町区から72系から改造の3000番台3両編成5本15両が配置され[30]、1985年9月30日の埼京線開業と川越線電化と同時に運用を開始した。
- 103系0番台の転入車の中で注目されたのが、103系で一番古い試作車4両（MM'-901、MM'-902）と、一番新しい最終ロットの電動車ユニット10両（M-787、M'-2044など）[注 7]が含まれていたことである[5][11][31]。
- 翌1986年3月3日の新宿延伸時に山手線から20両、同年11月と1987年1月に京浜東北線から計12両転入した[30]。
- 民営化後は山手線が205系に統一されたことにより、捻出された103系0番台が転入し埼京線の列車増発に充てられた。
- しかし、103系の活躍は長くは続かず埼京線区間の騒音問題[注 8]により205系が新製されることになった[32]。
- 1989年から1990年にかけて205系に置き換えられ、中間の非冷房車は廃車、その他は在籍していた非冷房車を置き換えの名目で浦和・京葉・豊田・松戸・中原の各区へと転出した。
- 埼京線用0番台は1990年12月に営業運転を終了し、中原区へ転属を最後に幕を閉じた。
- 川越線用の3000番台は前述の通り3両編成で運用されたが、1996年3月16日の八高線高麗川 - 八王子間電化に伴い4両化され、既存の車両では必要編成数が不足するため、4両編成×1本が3500番台として改造され転入した。
- 3500番台は、Tc-725・738、M-790、M'-2047からの改造で[33]、元・第5編成の両先頭車（Tc-725・738）、元・第16編成（JR化後は第2編成）の2・3号車のユニット（M-790、M'-2047）[34][35]の組み合わせであり、改造されたとはいえ、出戻りの形で配属された。
- 3000番台・3500番台は老朽化により205系3000番台や209系3100番台で置き換えられ、3500番台は2005年3月に、3000番台は2005年10月に営業運転を終了し、全車廃車された。

205系（埼京線用）
- 1989年から1990年までの新製配置10両編成23本、その後山手線（山手電車区→現・東京総合車両センター）からの転入編成4本[注 9]、総武・中央緩行線（三鷹電車区→現・三鷹車両センター）や京浜東北線（浦和電車区→現・さいたま車両センター）からの転入編成5本の32本（第1 - 第32編成、320両）が配置されていた。
- 2002年12月1日のりんかい線直通運転に対応するため、前面・側面行先表示器は幕式から発光ダイオード (LED) 式に交換された。
- 2008年2月までに川越寄りの2・3号車に6扉車（サハ204形）が組み込まれ、6扉車連結編成は第1 - 第25・第31編成の計26本であった。連結されない編成と区別するため、先頭車の前面と6扉車のドア上部に「6DOORS」のステッカーを貼付していた。
- 6扉車によって置き換えられたサハ205形は鶴見線用の1100番台や仙石線用の3100番台に先頭車化改造されたほか、武蔵野線用の5000番台編成の一部にも組み込まれている。なお、サハ205-146 - 149は2007年12月からの検査入場終了後、第1・第2編成への6扉車組み込みに伴い、サハ205-146・147は第32編成へ、サハ205-148・149は第26編成へ組み込まれた。これによりサハ205-107・108・220・221が保留車となった。
- 2007年1月21日に川越線内で乗用車との踏切事故が発生し、第24編成のうち外板が損傷したモハ205-386と乗用車の炎上で大きく外板が損傷したモハ204-388の2両については復旧が見送られ、モハ205-388+モハ204-386で新しい電動車ユニットを組成させ、京葉車両センター配置車（ケヨ21編成）から電動車1ユニット（モハ205-277+モハ204-277）を転用し、新しい編成を組み直して2007年5月末に営業に復帰した。
- これらの保留車4両と使用不能となった2両は、2008年6月に郡山総合車両センターに回送され、廃車された。
- 2013年度からE233系7000番台が投入され、第28編成を除き2013年7月 - 2014年2月にかけて置き換えられたことに伴い、180両（第1・4・7・11-15・18・20・22-26・30-32編成）がインドネシアのジャカルタ首都圏鉄道会社に譲渡[注 10]された。また、第16・17編成の内それぞれ4両が宇都宮・日光線用に転用され、小山車両センターへ転属した[37]。
- 第2･3･5･6･8･9･10･19･21･27･29編成と第16･17編成の転用に回されなかった中間車、計122両は長野総合車両センターまで配給され、廃車となった。この配給の際、川越線内のホーム有効長が牽引機関車を含めて10両なので、10両全車廃車の編成はサハ1両を抜いて配給し、編成から外されたサハは後日数編成分まとめて配給された。ただし、最後の配給となった2014年1月16日の第29編成から抜かれたサハ205-82は配給されないまま川越車両センターに保留車として留置されていた。その後、12月16日に大宮総合車両センター入場の第81編成に組み込まれて同所まで回送され、2015年2月12日に長野総合車両センターへ廃車回送された。
- 2014年3月以降も、第28編成（10両）のみが予備車として運用されていた[38]。これは2017年秋に予定される埼京線でのATACS導入に備えて、車両の改造工事期間中の予備車を確保するため、期間限定で運用していた[39][40]。
- 全編成ATACS設置完了に伴い、2016年10月27日をもって運用離脱し、その内、富士急行譲渡改造を受ける4両（先頭車2両+中間車2両）が11月7日に[41]、残りの廃車解体される中間車6両が11月10日にそれぞれ長野総合車両センターへ配給輸送[42]、前者は11月9日付で富士急行に譲渡、3両編成に短縮の上、6000系6502編成「トーマスランド号」として2018年3月21日より営業開始。後者は11月11日付で廃車された[43]。これにより、埼京線205系は1989年に営業運転を開始してから約27年の歴史に幕を閉じた。

 205系3000番台
- 3000番台4両編成（第81 - 85編成）5本が配置されていた。編成番号札は赤地に白文字。
- 川越線南古谷・川越 - 高麗川間と八高線高麗川 - 八王子間で運用されていた。
- 103系3000・3500番台の置き換え用として、2003年から2005年にかけて投入された。同車は山手線用0番台中間車を改造した車両で、両先頭車はサハ205形からの改造車である。
- 客室内外に客用ドア開閉ボタンが設置され、半自動扱いが可能である。また、モハ205形3000番台のパンタグラフはシングルアーム式のものへと換装された。
- 三鷹車両センター所属のE231系0番台および209系500番台の転用改造車を導入[44]。それに伴い、2018年2月9日に第82編成が廃車された[23]のをはじめとして、最後まで残った第81・83編成が2018年7月16日に運用離脱。同年7月25日に廃車となり当区における205系の配置が無くなった[45]。
- 廃車された車両のうち、第81・85編成は富士急行へ譲渡された[45][46]。

 209系3000番台
- 3000番台4両編成（第61 - 64編成）4本が配置されていた。編成番号札は白地に黒文字。
- 川越線南古谷・川越 - 高麗川間と八高線高麗川 - 八王子間で運用されていた。
- 1996年（平成8年）3月16日の八高線八王子 - 高麗川間電化開業時に4両編成4本が用意された単線区間仕様車で、ハエ61編成が川崎重工業製である他は東急車輛製造製である。これまでの0番台とは仕様が異なるため、番台区分が行われることとなったが、区分は同じ川越電車区（当時）所属の103系3000番台に合わせた「3000番台」に決められた[47]。
- 基本的な仕様は0番台と同一としているが、列車交換時の停車時間が長いことを考慮して客用扉にドアスイッチを設置し、通年でドアの半自動扱いを実施した。車体ラインカラー帯は川越線車両のウグイス色と電化開業で結ばれる中央線や青梅線車両のオレンジ色を組み合わせた2色による新しいものとした[47]。
- 2020年（令和2年）4月1日時点では、4両編成1本が3100番台とともに川越車両センターに配置されていたが、209系3500番台やE231系3000番台への置き換えにより、2018年（平成30年）9月21日付でハエ62編成が除籍後、モハユニット2両が訓練車に改造され東京・大宮総合訓練センターに配置[45]されたのを皮切りに、2018年12月にハエ61編成がパンタグラフを撤去した状態で宇都宮運転区に疎開され、2019年1月にはハエ63編成、3月にはハエ64編成が高崎総合訓練センターに疎開された。2020年2月8日付でハエ61編成が、2020年3月5日付でハエ63編成が廃車された[48]。ハエ64編成は2020年4月2日に長野に向けて廃車回送され、同年4月3日付で廃車[49]、5月に入り解体[要出典]された。これをもって3000番台は廃区分番台となった。

 209系3100番台
- 2022年4月1日時点では3100番台4両編成（第71・第72編成）2本が配置されていた[50]。
- 第71・第72編成の両先頭車と第72編成の中間電動車は、りんかい線全車両の10両編成化に伴う車両組み換えの際に余剰となった70-000形6両を購入したもので、第71編成の中間電動車（モハ209-3101+モハ208-3101）は川崎重工業で新造された。
- 2007年2月から3月にかけて側窓の一部開閉化工事を当センターで施工した（詳細はJR東日本209系電車#側窓開閉化を参照）。
- 3500番台やE231系3000番台の登場により運用を離脱し、第72編成は2022年5月21日付で、第71編成は2022年6月1日付で、それぞれ廃車された[51]。

クモヤ143形
- 1両（11）が配置されていた。
- 牽引車。
  - 構内入換作業に使用。
  - 埼京線で使用されていたATC-6型を装備していることから、東京総合車両センターの西エリア（旧・大井工場）への入出場車両の牽引車としても使用された。
  - 廃車時には埼京線（池袋駅 - 大宮駅間）の保安装置がATACSに代わり、山手線区間で必要とされるATCも撤去されたことから運用範囲が限定されていた。
  - デジタル無線が取り付けられていた。
  - 2019年11月に長野総合車両センターに廃車回送された。

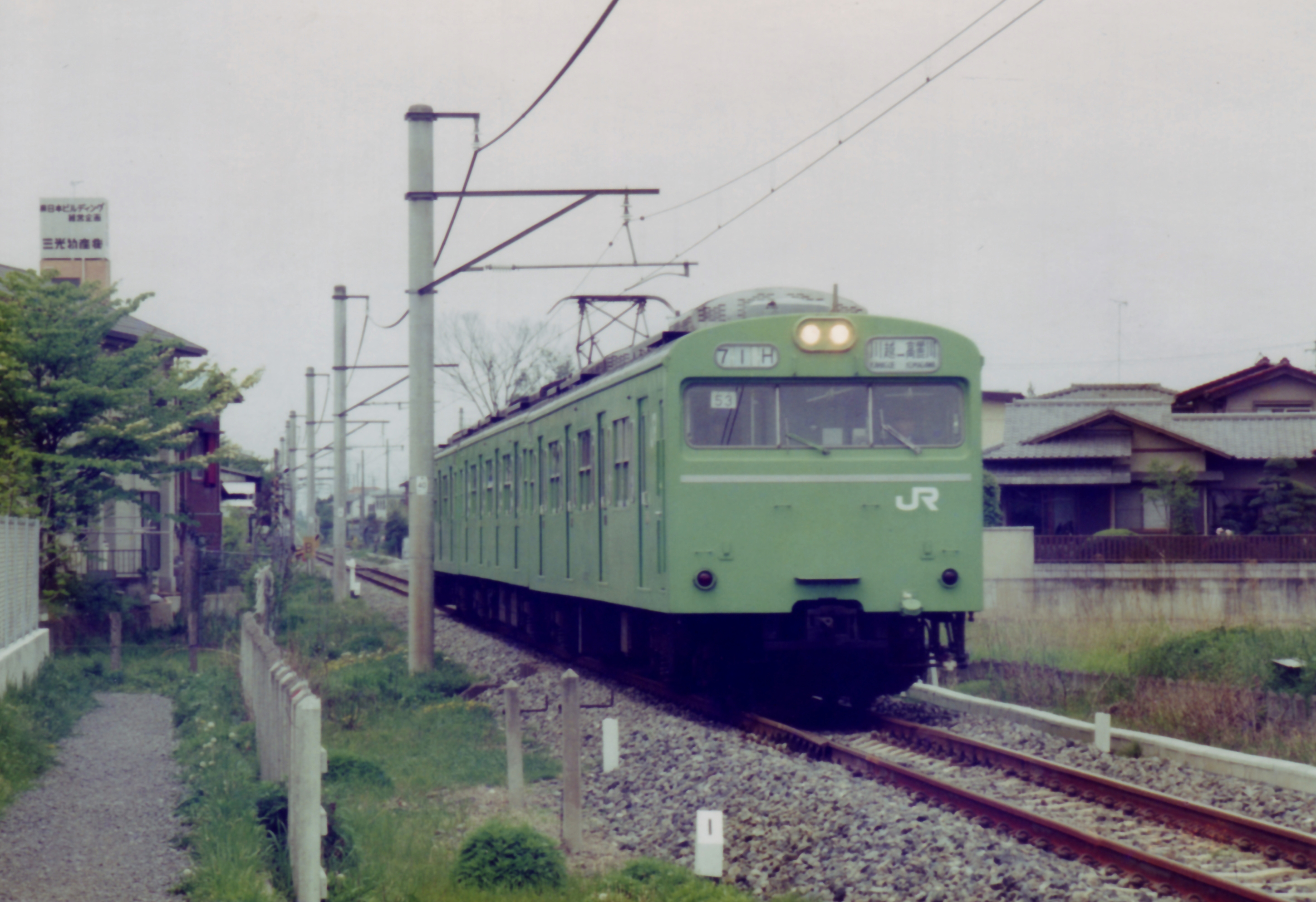
103系3000番台
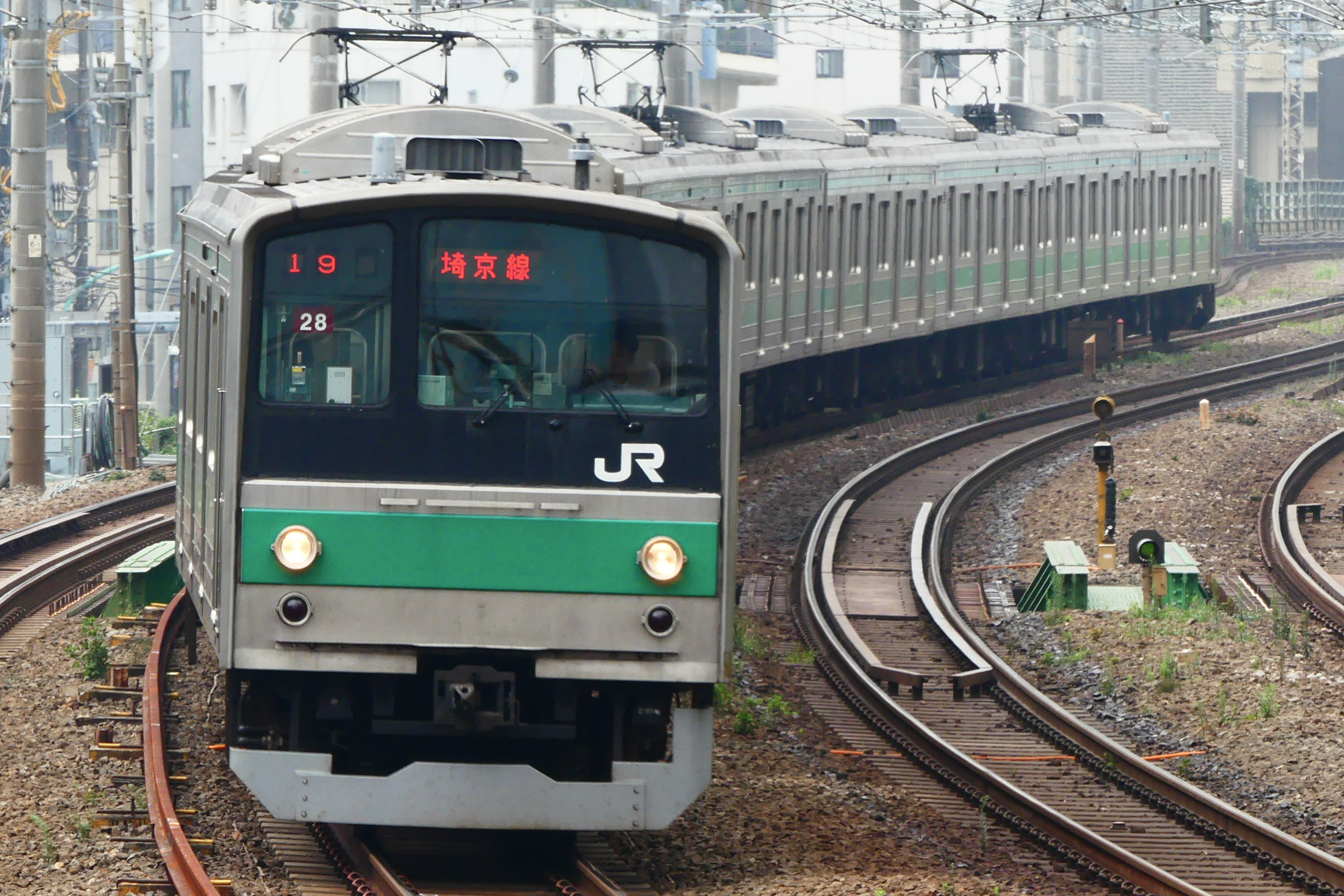
205系
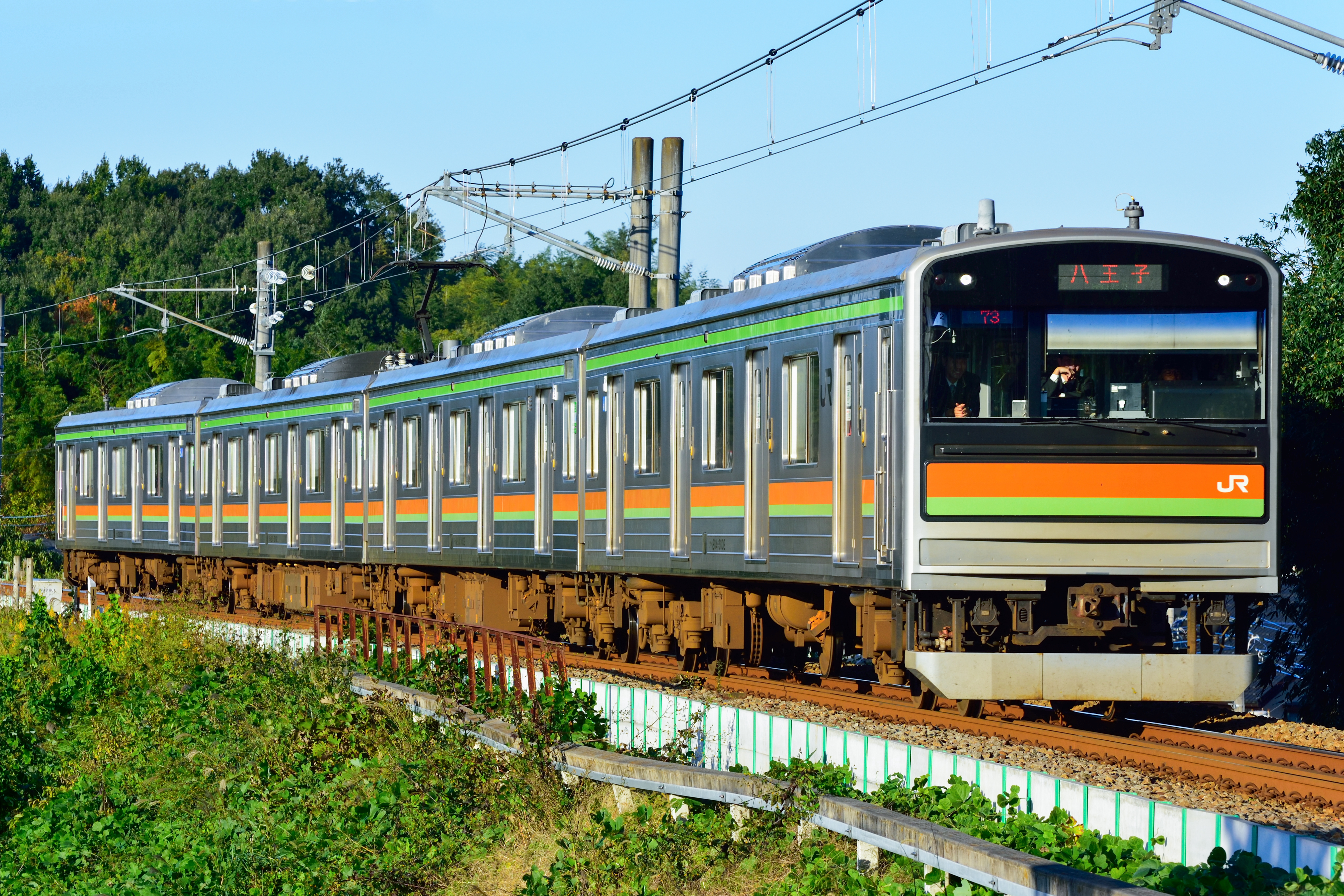
205系3000番台
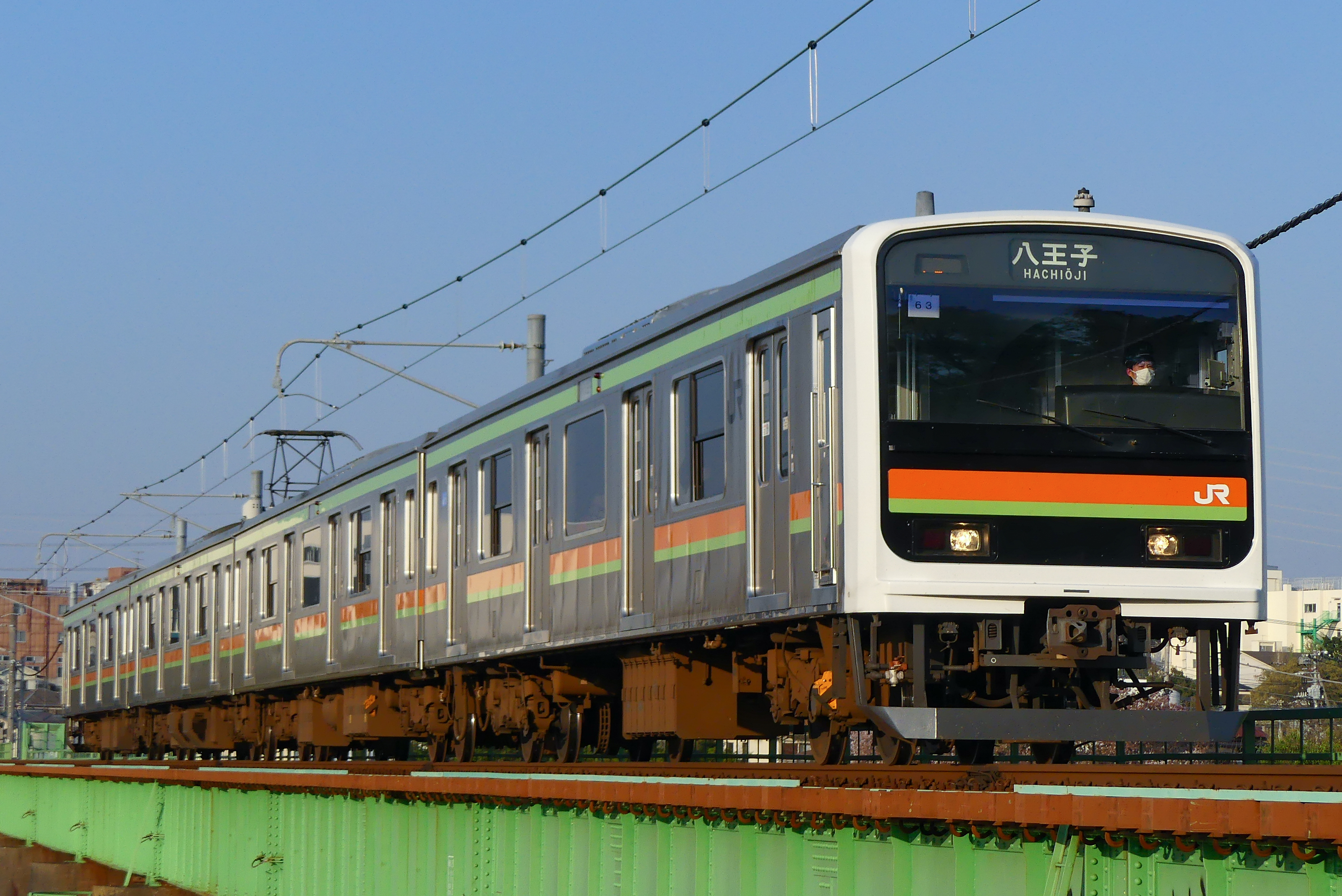
209系3000番台
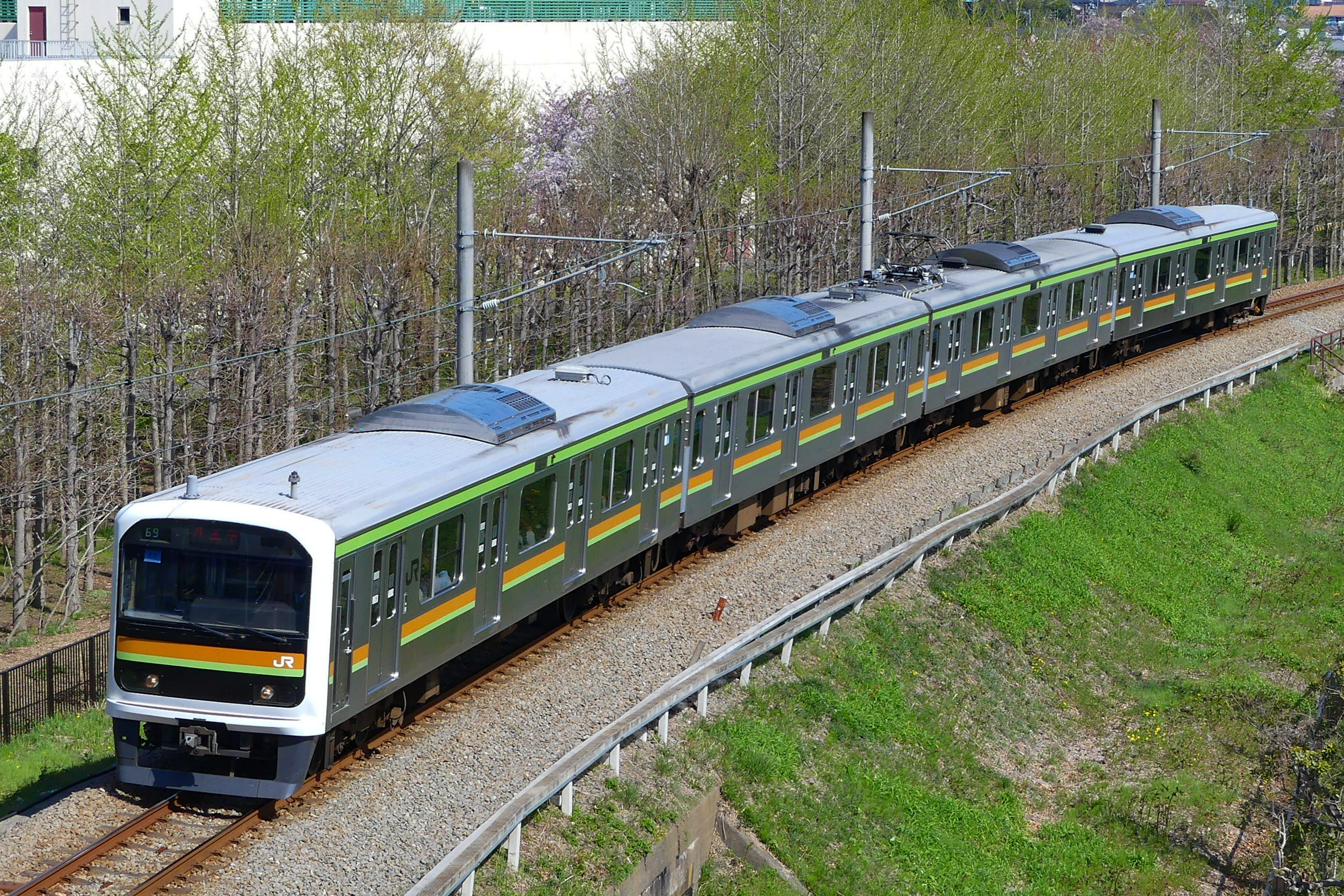
209系3100番台
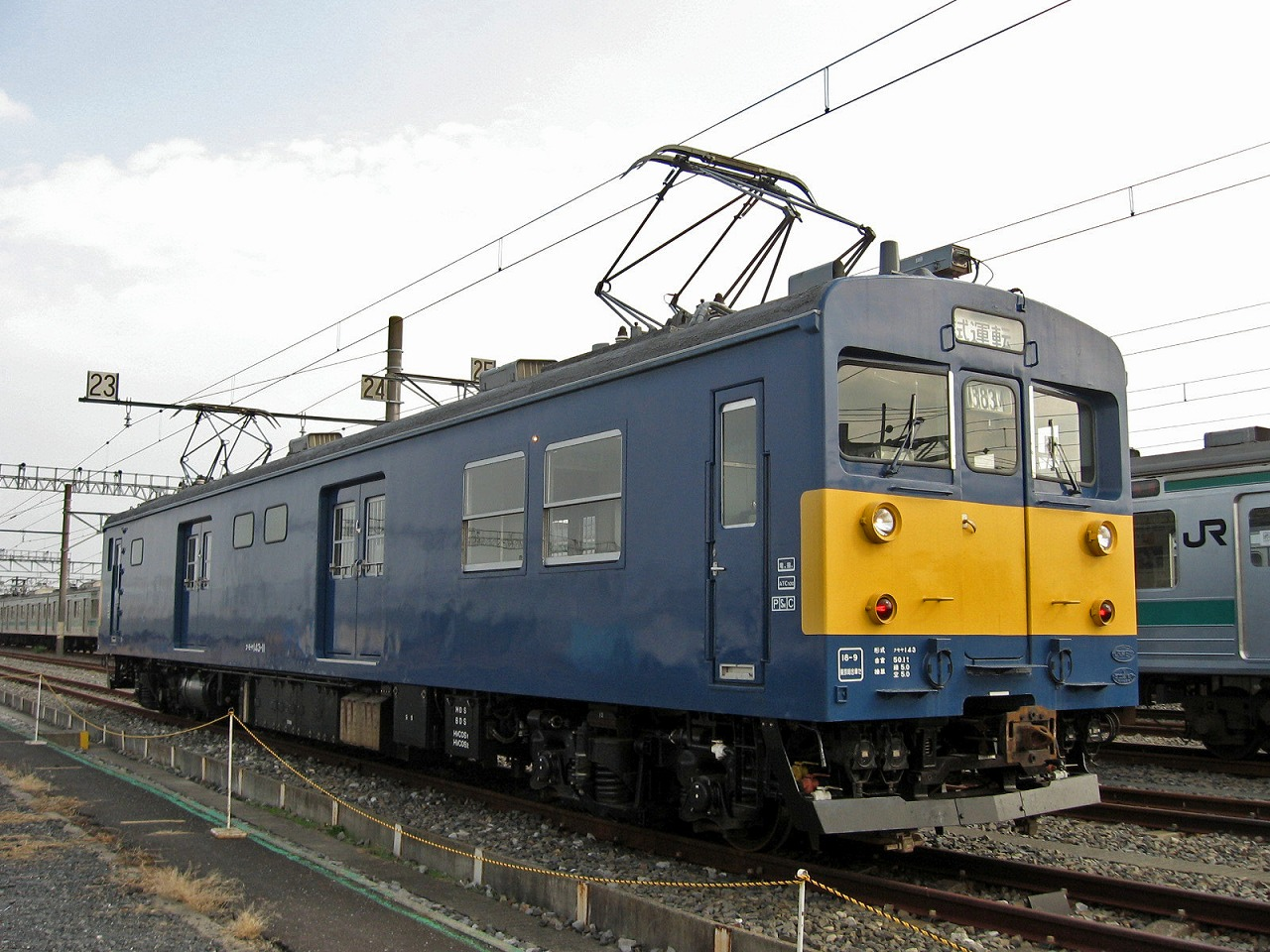
クモヤ143-11

## 配置以外の車両
東京臨海高速鉄道70-000形電車が夜間滞泊で入区する。また、相鉄12000系電車についても乗務員訓練やダイヤ乱れが発生した際などの臨時の回送として入区、夜間停泊する場合がある。定期での入出区の設定はない。

## 武蔵浦和派出
武蔵浦和駅構内に検査係2名が常駐する、当センターの派出所。2001年4月1日の大宮支社発足時に松戸電車区（現・松戸車両センター）の管轄であった同派出が当センターへ移管された。
埼京線をはじめ武蔵野線の車両不具合に対する応急処置を施し、列車の遅延などを最小限に抑えている。所属車両以外の車両にも対応し、各形式の構造に熟知する必要があるので、当センターでは社員全員による勉強会が随時開催され、技術継承と人材育成に役立てている。
2022年3月31日をもって同派出所は閉所した。（赤羽派出所に業務を移管）

## 荒川橋梁の問題
「通勤新線」（埼京線）の車両基地は、東京都心に近い沿線に設置される予定であったが、用地捻出の困難さや地元の反対により頓挫した。次いで、通勤新線の直通先とされていた高崎線宮原駅周辺に設置しようとしたが、こちらも用地捻出は困難であった。そこで、川越線を電化し、沿線の広大な田園地帯に土地を取得して、当センターを設置したという事情がある。
時間の問題から容易に土地取得ができる田園地帯を選択したために、大宮方面とは荒川を隔てた西側に所在しているが、荒川橋梁は構造上強風の影響を受けて運転見合わせまたは徐行運転することがある。運転見合わせになると電車の入出区ができなくなるため、運行本数は減少し混雑率が増加する。一旦運行トラブルが発生すると八高線・川越線・埼京線・直通するりんかい線・相鉄線のみならず、埼京線と池袋 - 大崎間で山手貨物線を共有して運行している湘南新宿ラインやその関連路線・列車（横須賀線・総武快速線・東海道本線・宇都宮線・高崎線・「成田エクスプレス」など）にまで連鎖的にダイヤの乱れが発生する。現状では荒川橋梁の防風対策強化がその対策となっている。

当センターの移転については、移転場所の確保や、巨額の費用の問題があり、地元自治体から要望が出ている川越線の複線化も含め、検討されていない。